# Rákosi-korszak

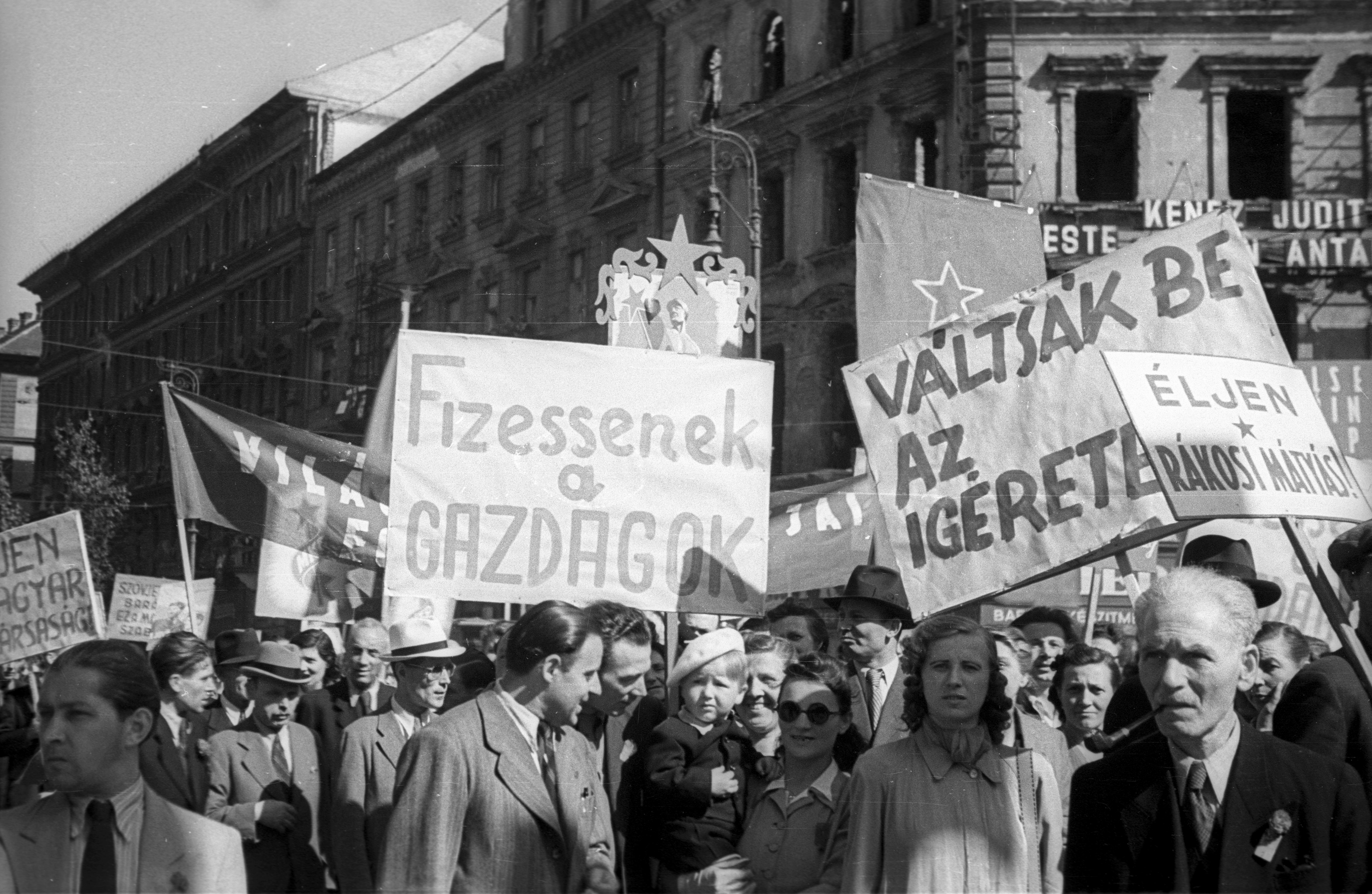
1946. május 1-i felvonulás „Fizessenek a gazdagok!”, „Váltsák be az ígéretet!”, „Éljen Rákosi Mátyás!”

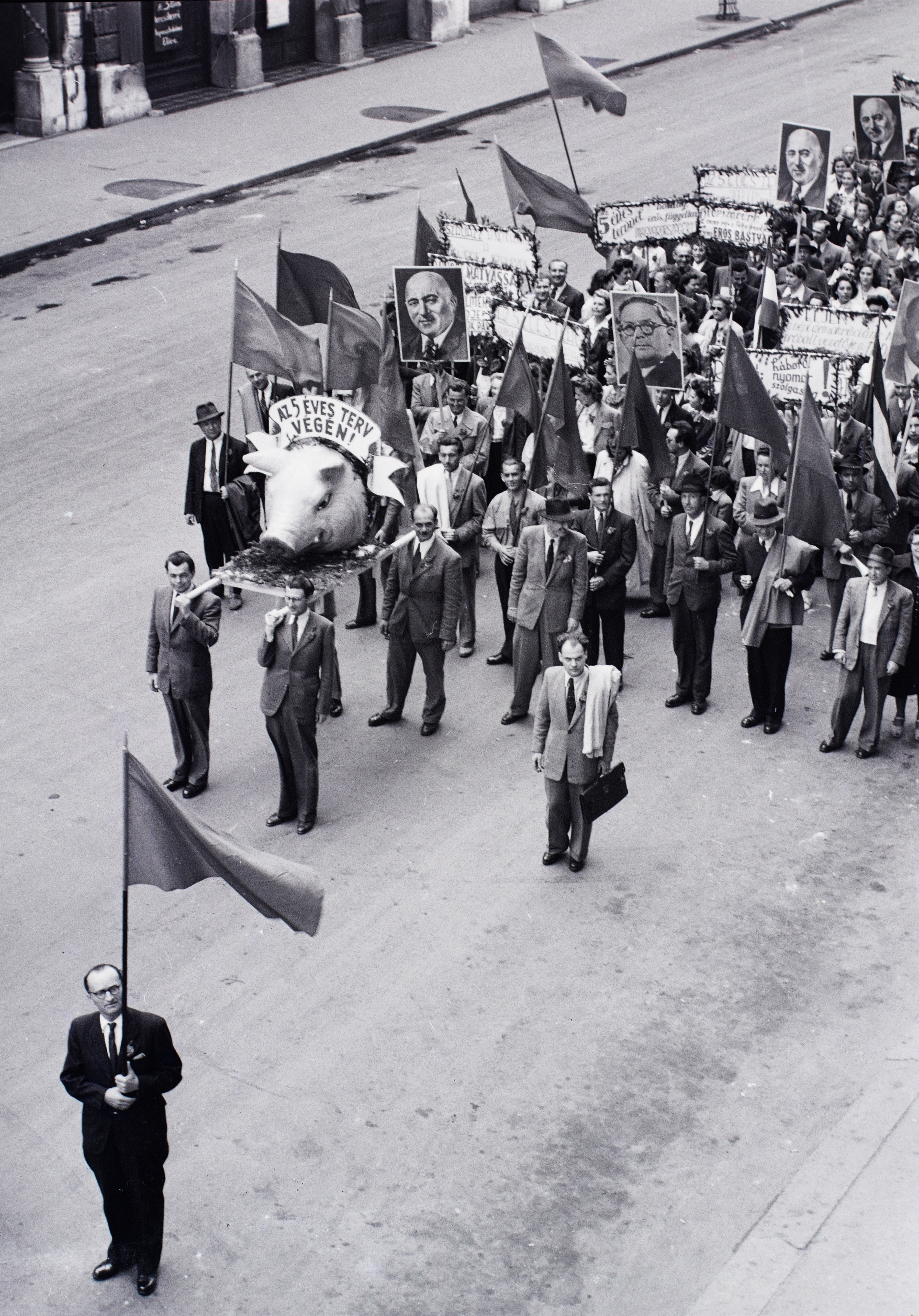
1949. május 1.

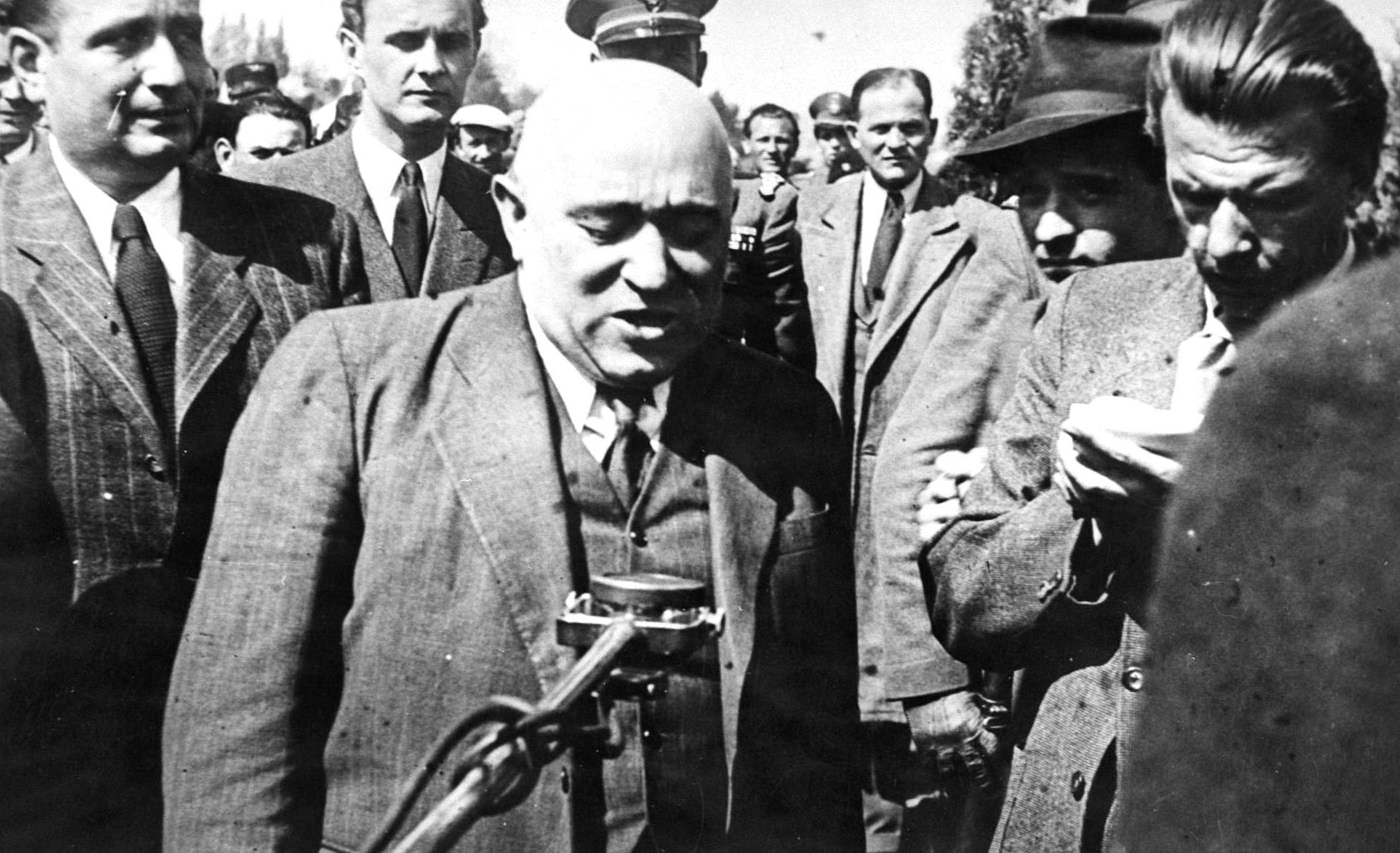
Rákosi Mátyás beszél

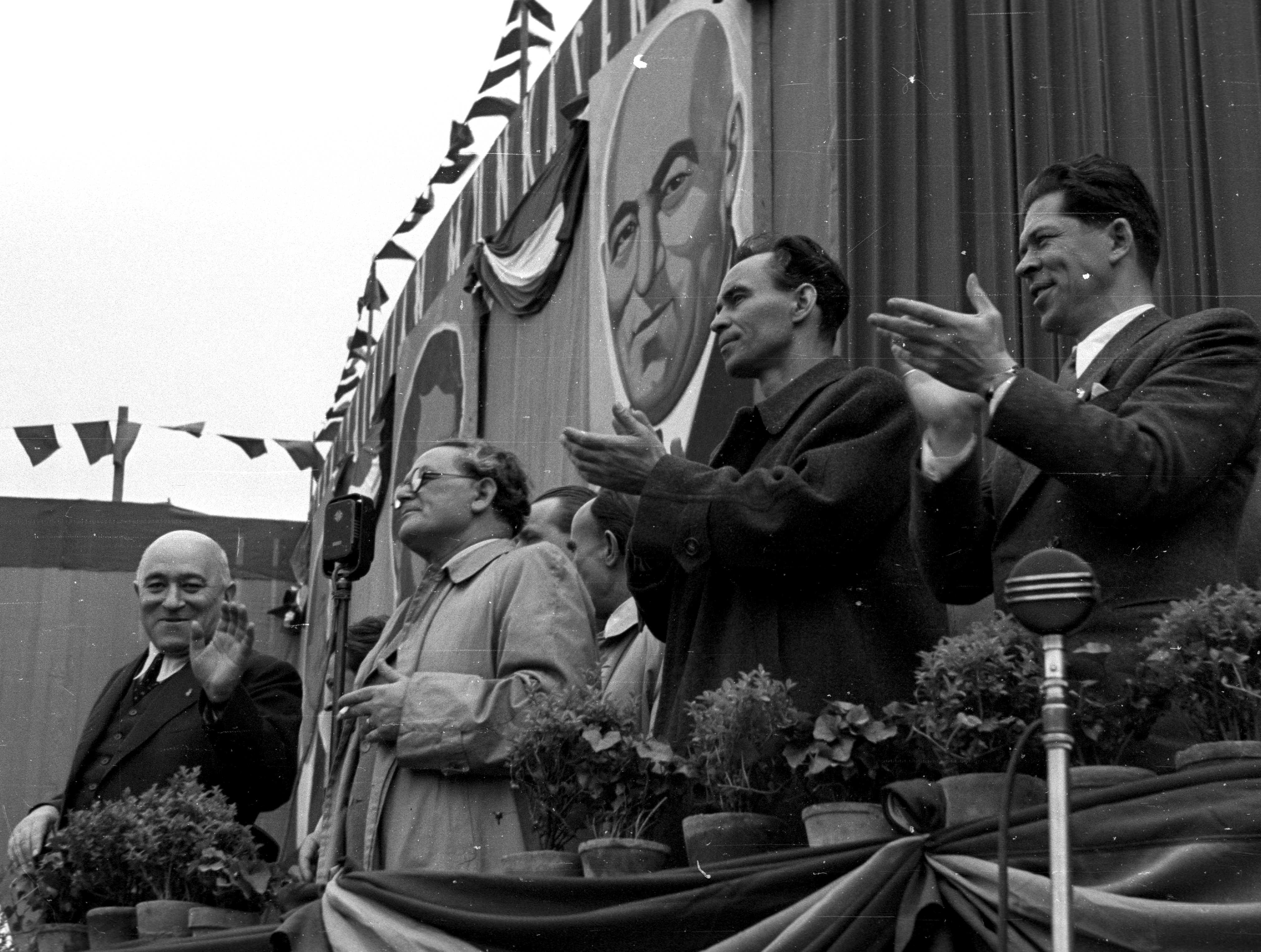
Hősök tere, 1947. május 1-i ünnepség. A tribünön elől balról Rákosi Mátyás, Szakasits Árpád, Rajk László, Marosán György

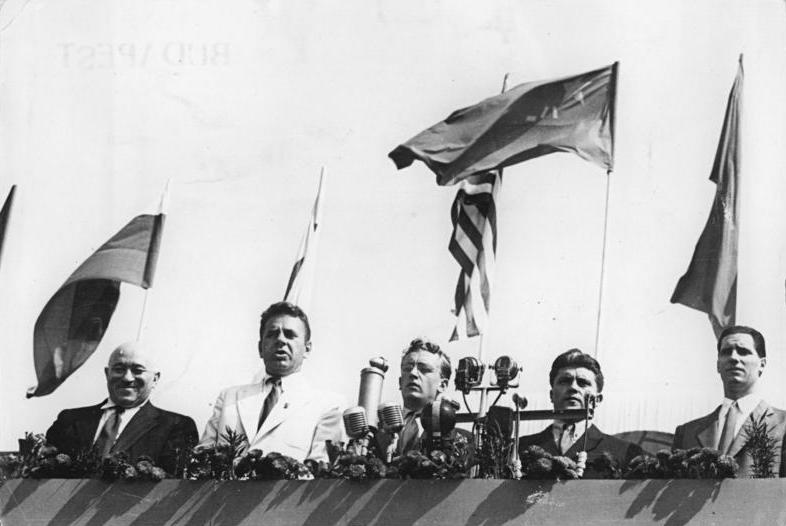
Rákosi a tribünön (a kép bal szélén), 1949. augusztus 28.

A Rákosi-korszak Magyarország 1945–1956 közötti történelmének szinte egészét lefedi. Szűkebb értelemben 1949 és 1953 között, tágabb értelemben pedig 1947 és 1956 között létezett. Nevét vezetője, a sztálinista rendszerű totális diktatúrát kiépítő Rákosi Mátyás után kapta, aki 1947–48-ban került a hatalmi piramis csúcsára. Ekkor alapjaiban formálta saját ízlésére az országot; 1949-ben szovjet mintára új alkotmányt és új államcímert („Rákosi-címer”) is készíttetett, illetve megkezdődött a rendőrállam kiépítése és a totális terror („csengőfrász”) korszaka.
1948-at ezért a fordulat évének is nevezték. A kifejezés magától Rákositól ered (ezen a címen adott ki könyvet), aki pozitív értelemben használta azt.
A rendszerre mind párton belül, mind országosan a féktelen terror volt a jellemző. Az időszakot az ÁVO, illetve a belőle önállósított ÁVH kegyetlenkedései, koncepciós perek, az „osztályidegen elemek” gulag-szerű táborokba deportálása, kivégzése, illetve a párton belüli ellenzék pusztítása jellemezte. Ez Rákosi és Sztálin mesterségesen felépített és fenntartott személyi kultuszával, erőltetett kolhozosítással és a nehéz-, valamint a hadiipar indokolatlan, aránytalan és gazdaságtalan fejlesztésével párosult, ami együttesen rövid úton általános nyomorba taszította a lakosságot.
A gazdasági tervezésben van bizonyos kalandorság, például a saját vaskohászat túlzott fejlesztésében. Magyarországnak nincs saját vasérce, sem saját koksza. Mindezt külföldről kell behoznia. Senki sem számította még ki, mennyibe kerül Magyarországon egy tonna nyersvas és acél. Olyan nagy olvasztókat építenek, amelyekhez az ércet senki sem ígérte meg. 1952-ben például 700 000 tonna koksz hiányzott. Nagy túlzások vannak egyes nagy beruházások terén is.
1950 és 1953 között egymillió embert vontak ügyészi eljárás alá, minden második ellen vádat is emeltek. 40 ezren voltak rendőri őrizetben, illetve internálva, közel 13 ezer főt (két és fél ezer családot) pedig egyszerűen kitelepítettek, kitiltottak Budapestről. Egy 1953. június 1-jei állapotfelmérés szerint Magyarországon 40 734 fő ült börtönben politikai okokból.
Sztálin 1953. márciusi halála után Rákosi addigi stabil hatalmi helyzete drasztikusan meggyengült, Moszkvába rendelték, ahol önkritikát kellett gyakorolnia (igaz szűk körben, nem nyilvánosan), illetve enyhítenie a terroron és saját vezetői stílusán. Gyakorlatilag megbukott a rendszere (a miniszterelnökségről le kellett mondania), de továbbra is kulcspozícióban maradhatott. A bekövetkező változások során hozott közkegyelmi rendelet több százezer embert érintett a magyar társadalomban. Innentől váltakozó sikerű hatalmi harcokba bonyolódott Nagy Imrével és körével, akiket 1955-ben sikerült megbuktatnia. Nagy helyére bizalmi embere, Hegedüs András került, Rákosi visszatérése mégsem sikerült. Belső ellenzéke megakadályozta visszarendezési kísérleteit, valamint kikényszerítette, hogy beismerje, a Rajk-per koholmány volt, 1956 nyarán pedig sikeresen lemondatták minden megmaradt tisztségéből.
Rákosi 1956. július 26-án rövid gyógykezelés céljából a Szovjetunióba repült, ahonnan a politikai légkör (a Rajk-újratemetés egyszerre volt több százezres Rákosi-ellenes tüntetés is), és a nem sokkal később bekövetkezett 1956-os forradalom miatt már csak a hamvai térhettek haza Magyarországra, hátralevő életét száműzetésben töltötte.
Kádár János az 1956-os forradalom leverése után a Rákosi Mátyás köré kiépített erőltetett személyi kultuszt, illetve az általa alkalmazott módszereket és erőszakot tette felelőssé az „ellenforradalom” kirobbanásáért.

## Története

### Előzmények
A második világháborút követően Magyarország a Szovjetunió európai megszállási övezetébe került, amely fokozatosan hozzásegítette a Rákosi vezette Magyar Kommunista Pártot a hatalom megszerzéséhez és – a baloldali szociáldemokratákkal egyesülve Magyar Dolgozók Pártja (MDP) néven – a sztálinista típusú egypártrendszerű diktatúra bevezetéséhez, amely 1949-re teljesedett ki.

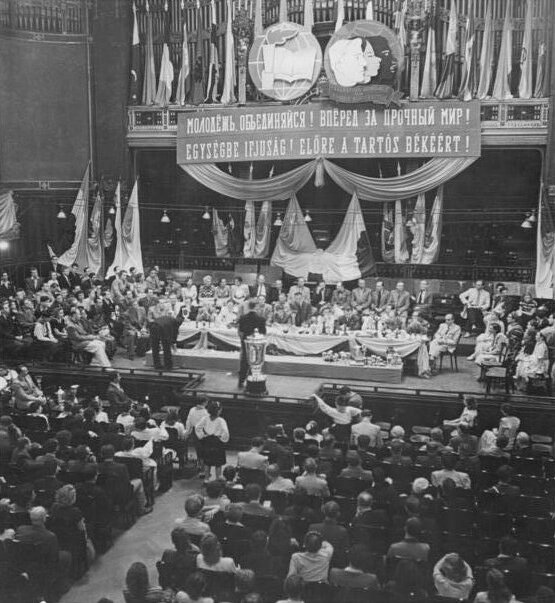
A második Világifjúsági Találkozó kongresszusa a Zeneakadémia nagytermében, 1949. augusztus 28.

1945. november 4-én tartották a második világháború utáni Magyarországon az első demokratikus választást, melyet a Független Kisgazdapárt nyert meg fölényesen (57%) a három baloldali párt előtt (szociáldemokraták, kommunisták, parasztpárt). Ennek ellenére a megszállt országban szovjet nyomásra koalíciós kormány alakult, melyben a kommunista párté lett a belügyi tárca. Kovács Béla, az FKGP főtitkárának 1947. február 25-i jogellenes letartóztatásával a kommunisták megkezdték politikai ellenfeleik kiszorítását a hatalomból. Módszereik közé tartozott a politikai harc mellett a megfélemlítés, a lejáratás éppúgy, mint esetenként az emberrablás, a fizikai megsemmisítés. Az 1947-ben lezajló második, nyíltan manipulált, úgynevezett „kékcédulás választás” még nagyobb befolyáshoz juttatták a baloldali pártokat. A parlamenti ellenzéket, a polgári pártokat felszámolták. A korábbi vezetőitől megfosztott szociáldemokrata párt és a kommunista párt 1948-as egyesülése után létrejött egypártrendszer és totális kommunista diktatúra élén Rákosi Mátyás állt.

### A totális diktatúra kiépülése

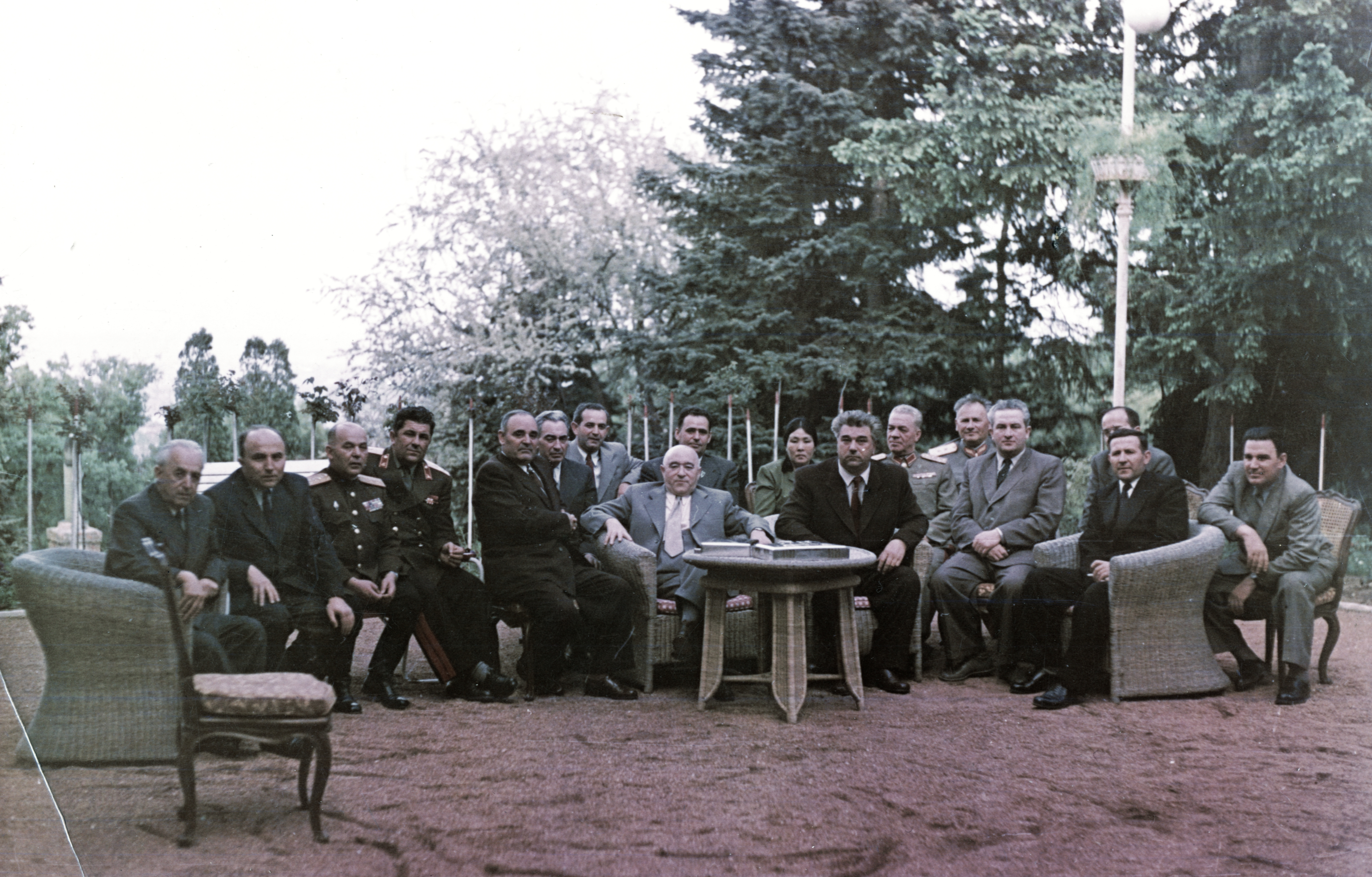
A pártelit. Balról a második Hegedüs András, a hatodik Gerő Ernő, mellette/mögötte Apró Antal, középen Rákosi Mátyás, mögötte Hidas István, Rákosi felesége, előtte Vlko Cservenkov, a Bolgár Kommunista Párt főtitkára, miniszterelnök

1947 után egyre inkább úrrá lett Rákosin a megalománia, s lassan a hatalom rabjává vált. Pozícióinak megszilárdítására minden eszközt használhatónak ítélt meg. Svájcban az éppen szabadságát töltő Nagy Ferenc miniszterelnök alig ötéves fiát elraboltatta, s csak a lemondásáért, illetve azért cserében engedte szabadon, hogy Nagy soha többé nem tér vissza Magyarországra. Saját bajtársait is habozás nélkül börtönöztette be, kényszerítette emigrációra, vagy végeztette ki, közülük Rajk László esete a legismertebb.

### Koncepciós perek és kitelepítések
A Rákosi-korszakban az emberi jogok súlyos sérelmet szenvedtek. Sokakat ért megtorlás: a koncepciós perekben kivégzettek száma száz és kétszáz fő közé tehető, 40 ezren voltak rendőri őrizetben, illetve internálva, közel 13 ezer főt (két és fél ezer családot) kitelepítettek, kitiltottak Budapestről. 1950–53 között 1 millió embert vontak ügyészi eljárás alá, minden második ellen vádat is emeltek. A rövidesen bekövetkező változások során hozott közkegyelmi rendelet 748 ezer embert érintett. A Rákosi-rendszerben hozzávetőleg 300 ezer embert telepítettek ki és internáltak korábbi lakhelyéről. Főként korábbi földbirtokosok, módosabb gazdák, katonatisztek, állami alkalmazottak, gyártulajdonosok jutottak erre a sorsra. Erre még a második világháború elején meghozott törvények adtak lehetőséget. A legtöbb kitelepítettet mezőgazdasági munkára fogták embertelen körülmények között tartották.

### 60. születésnapja

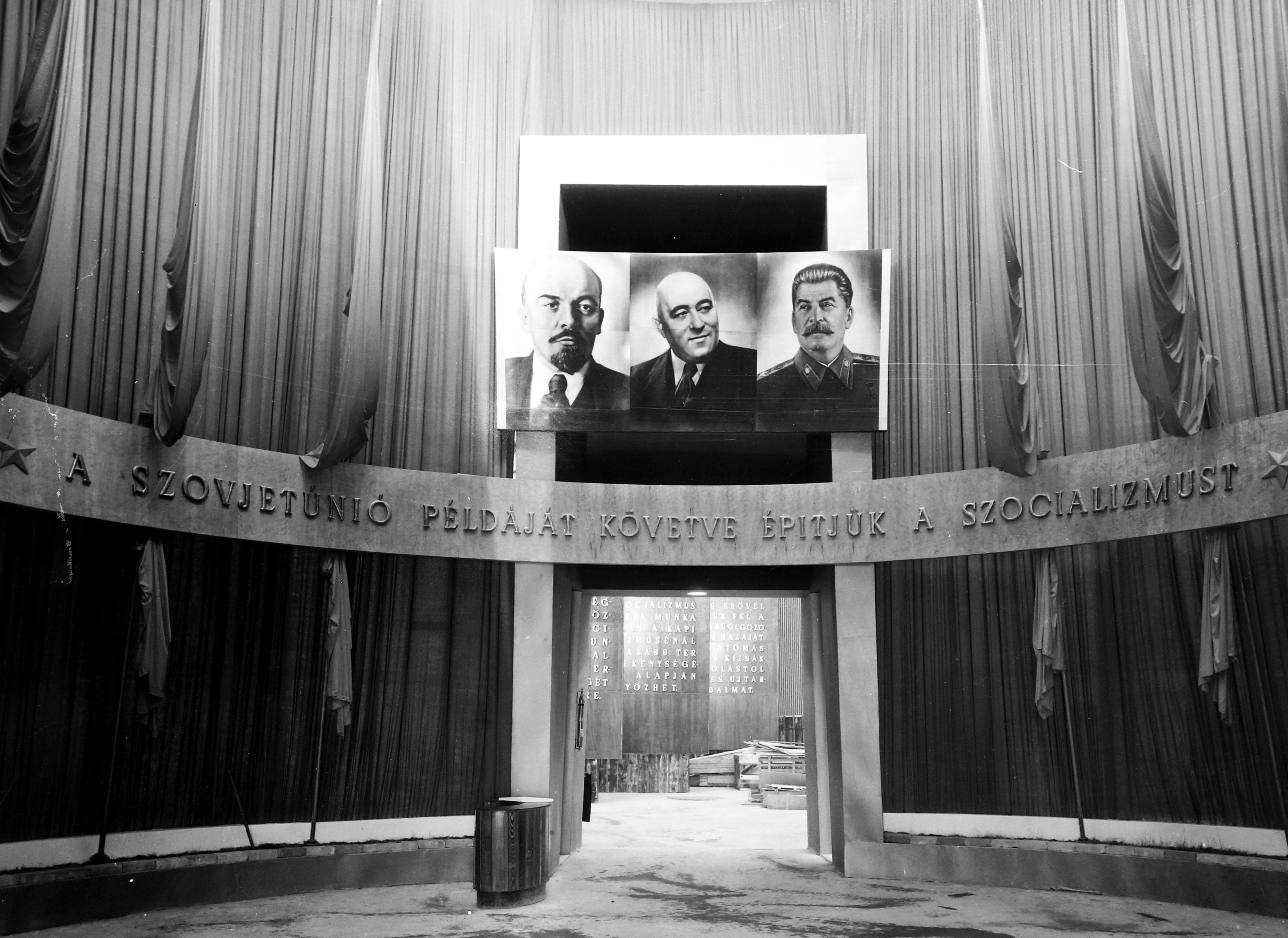
A budapesti Műcsarnok 1949 évi Újítási és találmányi kiállításának transzparense, Lenin és Sztálin képe között Rákosi Mátyás portréja

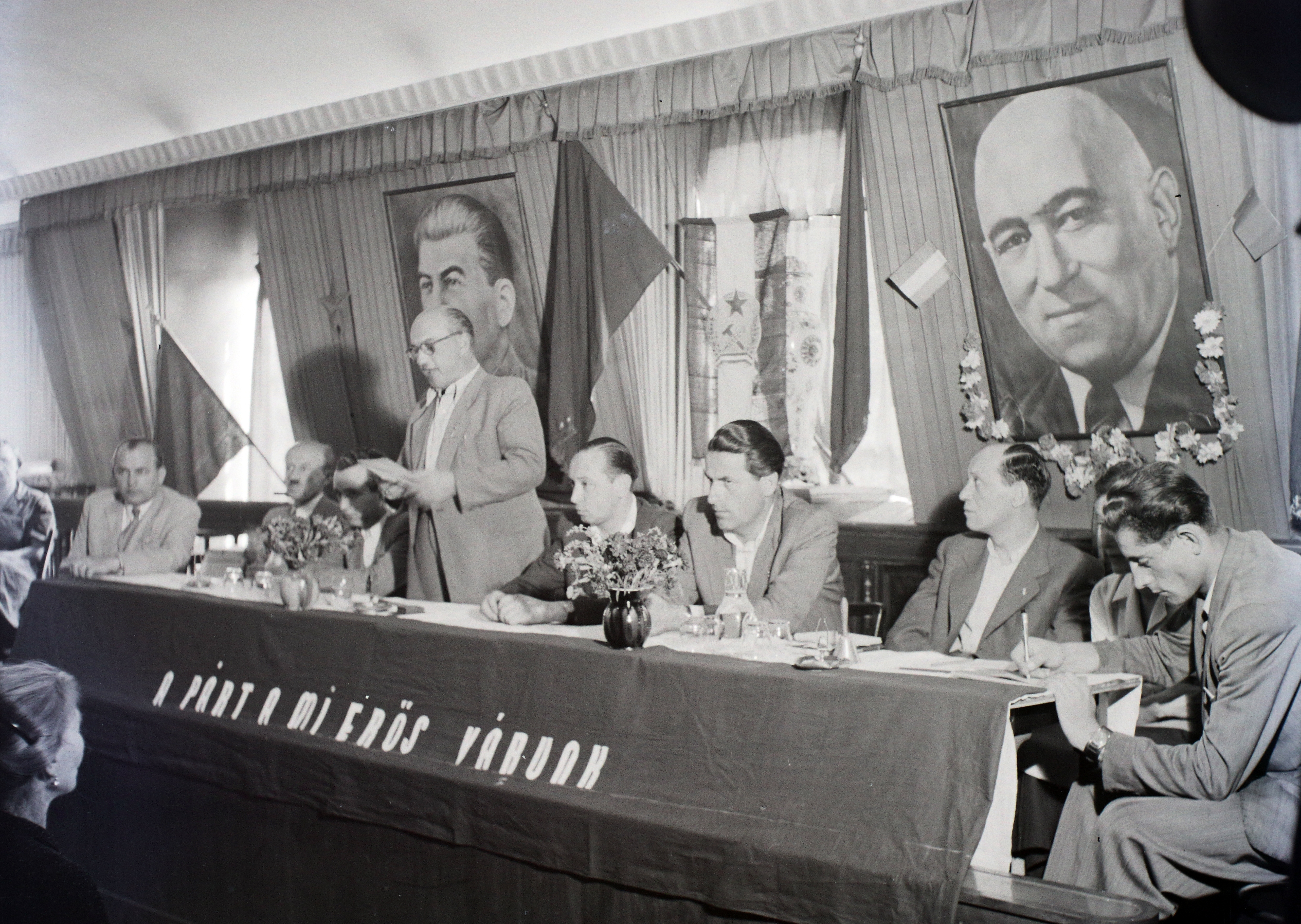
A párt a mi erős várunk feliratú dekoráció, Sztálin és Rákosi kép egy budapesti pártgyűlésen 1950-ben

A Rákosi-kultusz fokozatosan kiépülve 1952-re érte el tetőpontját, ekkor kezdték a „népünk bölcs vezére”, valamint a „Sztálin legjobb magyar tanítványa” jelzőkkel illetni.
1952 elején 60. születésnapja alkalmából munkaversenyeket hirdettek országszerte. Ekkoriban alapították meg a Rákosi Mátyás Tanulmányi Verseny-t (előtte, és 1956-tól (OKTV)-t), a Rákosi-kupát és még számos elismerést, amit tiszteletére alapítottak. Minden magyarnak kötelező volt valamivel hozzájárulnia a nagy ünnepséghez: az óvodások rajzokat készítettek, az általános iskolások első fogalmazásukat neki írták, a felnőttek terítőkbe hímezték Rákosi nevét. A Magyar Optikai Művek dolgozói egy különleges órát küldtek az alkalomra, augusztus 14-én pedig a Minisztertanács elnöke (azaz miniszterelnök) lehetett, s megalapíthatta saját kormányát, igaz Nagy Ferenc megzsarolása óta gyakorlatilag minden kormányt ő irányított, vagy legalábbis igyekezett a lehető legnagyobb kontrollt gyakorolni felettük.

### Sztálin halála után
Sztálin 1953. március 5-ei halála után pozíciója hirtelen meggyengült; egy pártdelegációval az 1953-as „választás” után alig egy hónappal júniusban Moszkvába rendelték, ahol a Szovjetunió Kommunista Pártja vezetői szándékosan a vezetőtársai előtt súlyos személyes bírálatban részesítették a „beképzelt, (...) kollektív módon dolgozni képtelen” Rákosit. Az eset után kormányfői posztjáról Nagy Imre javára le kellett mondania, majd az MDP 1953-as kongresszusán önkritikára kényszerült, igaz ez utóbbi gesztus olyan titokban történt, hogy gyakorlatilag a hatalom legszűkebb felső vezetői körén kívül mások nem (még a párttársak sem) tudtak róla.

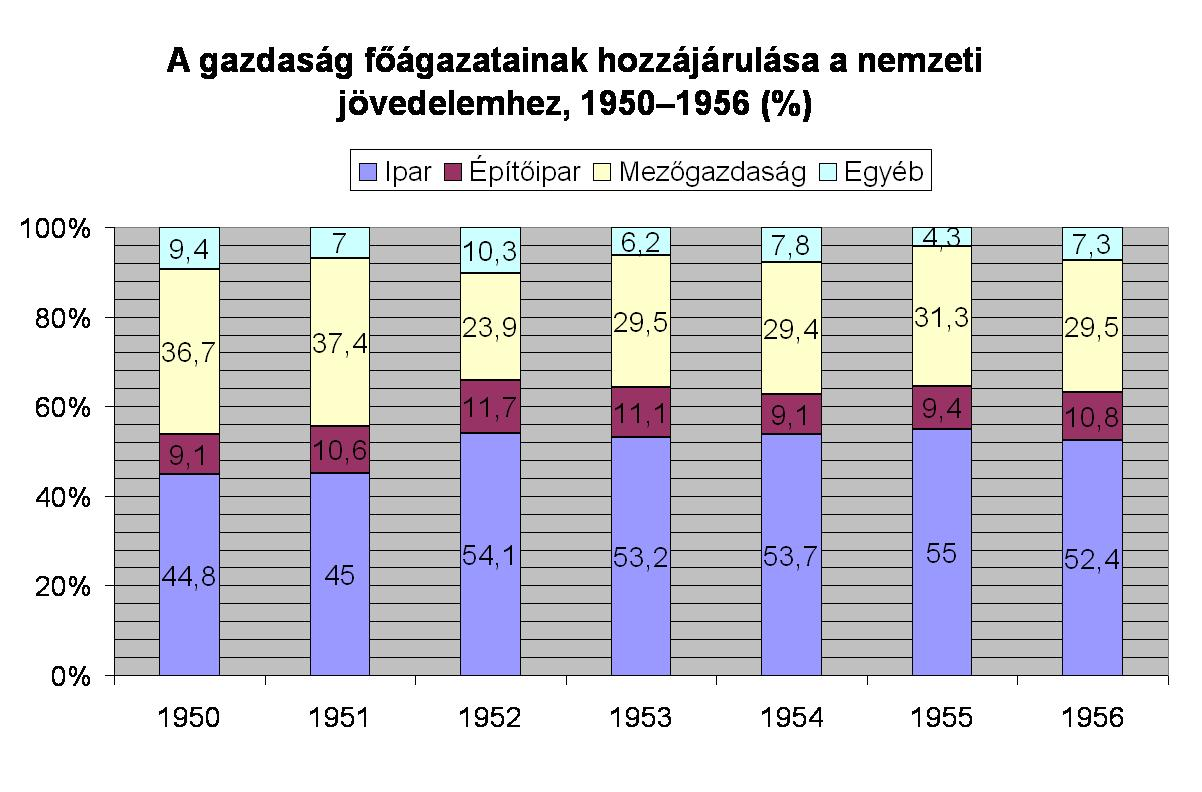
Magyarország gazdasági szerkezete 1950–1956 között

A kommunista Nagy Imre reformelképzelései első lépéseként amnesztiát hirdetett, októberben pedig ígéretéhez híven felszámolta az internálótáborokat, véget vetett az ÁVH önállóságának, a könnyű- és élelmiszeripar javára módosított a támogatások rendszerén, a parasztságot sújtó terheket mérsékelte, béremeléseket és árcsökkentéseket hajtott végre. Az életszínvonal érezhetően emelkedni kezdett.
Faludy György életrajzi regényében a recski internálótáborban az ávós őrnagy beszéde jellemzi az 1953. szeptemberi szabadon bocsátások légkörét: "„A Magyar Népköztársaság nevében bocsánatot kérek öntől azért az igazságtalanságért, jogtalanságért és méltatlanságért, melyet el kellett szenvednie. …figyelmeztetett, hogy a törvény hatévi fegyházbüntetést ír elő, amennyiben rabságunk körülményeiről, helyéről, okairól akár bármit is elárultunk. Azzal a jó tanáccsal szolgálhat, hogy a kérdezősködőket jelentsük fel, közvetlen hozzátartozóinknak pedig mondjuk, hogy tanulmányúton voltunk a Szovjetunióban.”"

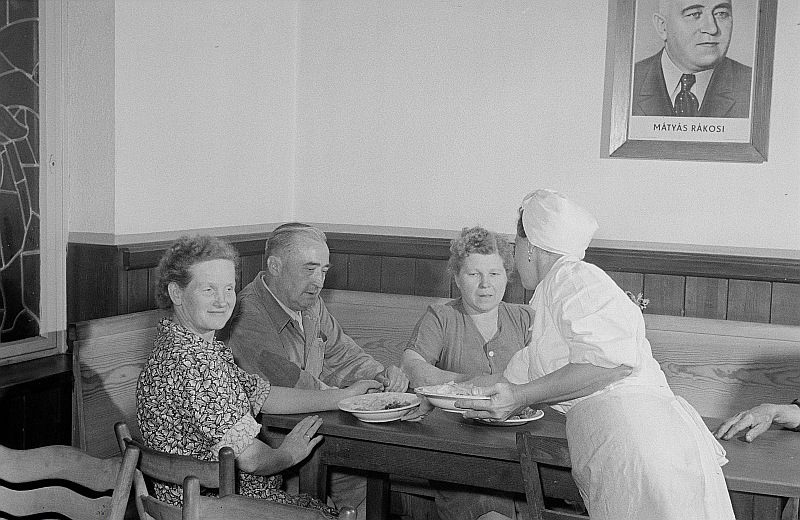
Idilli kép a Rákosi-korszakból

A törvénytelenségek feltárását 1954 májusáig akadályozta meg a Rákosi-féle holdudvar, amikor is maga Hruscsov emelte fel szavát a miniszterelnök mellett. A felállított Különleges Tanács 300 politikai elítélt ügyét vizsgálta felül, köztük Kádár Jánosét és Losonczy Gézáét. Ekkorra Rákosi vonala már pártberkekben is meggyengült: 1954 októberében Nagy Imre mellé állt a központi vezetőség nagyja, amit a miniszterelnök további újításokra használt fel: közgazdászokkal az értékarányos árak megszabására és a világpiachoz való alkalmazkodásra buzdító tervezetet dolgoztatott ki, illetve a Magyar Függetlenségi Népfrontot átszervezte Hazafias Népfronttá azzal a céllal, hogy a kommunista báb helyett szabad fórummá váljon. A demokratizálódó közélet jeleként a reformokat támogató baloldali értelmiségiekből újjáalakulhatott a hosszú ideig betiltott Petőfi Kör, amely a továbbiakban nagy társadalmi befolyásra tett szert az országban.

### Az egyszemélyi hatalom visszaállításának kísérlete
Ahogy a szovjet utódlási harcok közepette a vele leginkább ellenséges Lavrentyij Beriját letartóztatták, majd 1953 decemberében kivégezték, úgy kezdte újra magához ragadni a hatalmat és visszafordítani a Moszkva által elrendelt enyhülést és a koncepciós perek áldozatainak rehabilitálását. Tette mindezt úgy, hogy például elérte, hogy a törvénytipró perek kivizsgálására összeállított bizottság elnöke legyen. 1956-ig váltakozó sikerű hatalmi harcot folytatott Nagy Imrével, akit rendszeresen személyesen igyekezett lejáratni Moszkvában.

A Magyar Népköztársaság zászlaja, benne a „Rákosi-címerrel” (1949–1956)

A Nagy Imre által elképzelt gazdasági reformokat Rákosinak sikerült teljesen megakasztania, ügyesen kihasználva az NSZK NATO-taggá válását követő szovjet külpolitikai váltást 1954 közepén-végén. Ekkor elérte hogy 1955 januárjában Moszkvába rendeljék riválisát, ahol Nagy Imre általános megrökönyödésre nem volt hajlandó önkritikát gyakorolni. Ettől függetlenül a márciusi KV-ülés elmarasztalta a miniszterelnököt, akitől tavasszal minden tisztséget elvettek, sőt év végén még MDP-tagságát is megszüntették.
Ezekben az években is tanúbizonyságot tett kiváló taktikázó képességeiről, s végül 1955-re sikerült elérnie Nagy Imre leváltását. Helyére bizalmi embere, Hegedüs András került.
Az új miniszterelnök Hegedüs András lett, Rákosi híve, azonban az enyhülés légköréhez szokott közélet – elsősorban az értelmiségi Petőfi Kör – és a párton belüli, kiszabadult belső ellenzék miatt már nem lehetett visszasztálinizálni az országot.
Rákosi helyzetét az is nehezítette, hogy Hruscsov békülni kezdett Titóval, amivel a Rajk-per jogosultságát kérdőjelezte meg, illetve az a tény, hogy az SZKP XX. kongresszusa 1956 februárjában elítélte a korábbi szovjet sztálinista diktatúrát (és vele minden sztálinista-rendszerű diktatúrát).

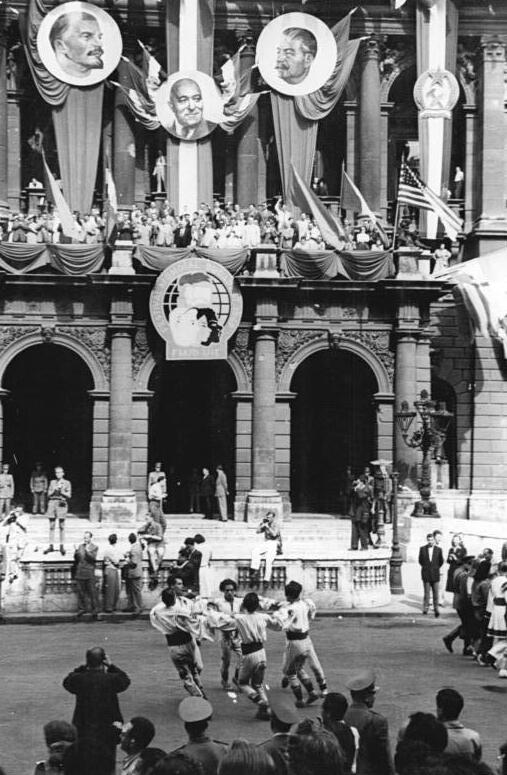
A román delegáció bemutatója a második Világifjúsági Találkozón, 1949. aug. 28.

### Második (és végső) bukása 1956 nyarán
1956 márciusában Rákosi beismerte, hogy Rajk László ügye provokáción alapult, és az ÁVH letartóztatott vezetőire hárított minden felelősséget. Májusban már be kellett ismernie, hogy neki is szerepe volt a bűnök elkövetésében, egyúttal az ellenállást a Petőfi Kör betiltásával próbálta letörni, ám hiába: az MDP KV ülésére érkező Anasztasz Mikojan közölte Rákosival, hogy le kell mondania párttitkári tisztségéről, amit ő 1956. július 18-án meg is tett. A tisztségben a legközelebbi elvbarátjának számító Gerő Ernő követte.

### Száműzetése és halála
Lemondatása után nyolc nappal, 1956. július 26-án Rákosi rövid gyógykezelés céljából a Szovjetunióba repült, amibe egy Fekete-tengeri nyaralást is próbált beiktatni. Alig három hónappal később, október 23-án kitört a forradalom Budapesten.
Az 1956-os forradalom bukásával hatalomra került Kádár János Rákosi Mátyás személyi kultuszát és rendszerét jelölte meg az „ellenforradalom” egyik kiváltó okának. Bár Rákosi ismételt kísérleteket tett a hazatérésre, erre nem kapott engedélyt, Hruscsov Kádár mellett döntött. 1957. május 9-én az Országgyűlés megfosztotta Rákosit elnöki tanácsi tagságától és parlamenti mandátumától is. Novemberben Moszkvából a mintegy 1500 kilométerre lévő Krasznodarba telepítették ki. Innentől kezdve rendíthetetlenül ostromolta a szovjet pártvezetést leveleivel, hogy járjanak közben visszatérésének ügyében, de már csak a halála után, egy urnában térhetett haza.